# Франческо Толдо
Франческо Толдо (итал. Francesco Toldo; Падова, Италија, 2. децембар 1971) је бивши италијански фудбалски голман и репрезентативац. Највећи део клупске каријере провео је у Фиорентини и миланском Интеру док је са италијанском репрезентацијом био вицешампион Европе 2000. године.

## Клупска каријера
Толдо је професионалну каријеру започео 1990. године у Милану али за клуб никад није одиграо првенствену утакмицу будући да је током уговорног рока био на позајмицама у Хелас Верони, Тренту и Равени.
Године 1993, постаје члан Фиорентине у којој је осам сезона био стандардни голман. У том периоду је са клубом освојио два италијанска купа и један Суперкуп. Свега једну годину пре него што је Фиорентина прогласила банкрот, Толдо је продат миланском Интеру. И тамо је био први голман клуба све до лета 2005. када је доведен Жулио Цезар. Од тада па све до завршетка каријере Толдо је био голман у сенци бразилског конкурента. Ипак, Франческо је у том периоду са клубом освојио Лигу шампиона, пет узастопних титула италијанског шампиона и по три национална купа и Суперкупа.
Из професионалног фудбала се повукао у јуну 2010. након што је са Интером освојио троструку круну (Лигу шампиона, Скудето и Куп Италије). Вест је званично објављена 7. јула на службеном клупском каналу.

## Репрезентативна каријера
Пре дебија за сениорску екипу, Франческо Толдо је бранио за репрезентацију до 21 године са којом је 1994. године био европски првак.
Толдо је за Италију дебитовао 8. октобра 1995. у квалификационој утакмици за ЕУРО 1996. против Хрватске. Ушао је у игру као замена за повређеног Луку Букија, а сусрет је завршен са 1:1. Након што је Ђанлуиђи Буфон сломио руку на пријатељском сусрету против Норвешке свега осам дана пре почетка ЕУРА 2000, Толдо је постао нови стандардни голман репрезентације.
На том турниру се истакао са одбрањеним једанаестерцима против Холандије у полуфиналу. У самом финалу Италија је против Француске водила целу утакмицу са 1:0 да би Триколори изједначили у четвртом минуту судијске надокнаде. Након тога, златним голом Давида Трезегеа, Француска је постала нови европски првак. Због одличних одбрана Толдо је уврштен у најбољи тим турнира док га је Међународна федерација за фудбалску историју и статистику (ИФФХС) прогласила најбољим голманом 2000. године.
Толдо је са репрезентацијом у периоду од 1996. до 2004. наступио на пет узастопних репрезентативних турнира: ЕУРО 1996, Мундијал 1998, ЕУРО 2000, Мундијал 2002 и ЕУРО 2004.

## Трофеји

### Фиорентина
- Куп Италије (2) : 1995/96, 2000/01.
- Суперкуп Италије (1) : 1996.

### Интер
- Првенство Италије (5) : 2005/06 (за "зеленим столом"), 2006/07, 2007/08, 2008/09, 2009/10.
- Куп Италије (3) : 2004/05, 2005/06, 2009/10.
- Суперкуп Италије (3) : 2005, 2006, 2008.
- Лига шампиона (1) : 2009/10.